# Данцер, Людвиг
Людвиг Данцер — немецкий математик, наиболее известен работами по комбинаторной геометрии.
Защитил диссертацию под руководством Ханфрида Ленца в 1960 году.
Работал в Техническом университете Дортмунда.
Умер 3 декабря 2011 года после продолжительной болезни.
Его именем названы множество Данцера, а также куб Данцера — пример нешеллинговой триангуляции куба.